# Foster and Partners
Foster and Partners, іноді пишеться Foster + Partners (укр. Фостер та Партнери) — британське архітектурне бюро, головний офіс якого розміщений у Лондоні.

## Історія
1967 року Норман Фостер разом з дружиною Венді Фостер, заснували компанію «Foster Associates». В 1990-х роках назва компанії була змінена на «Foster and Partners». Насьогодні в штаті компанії нараховується близько 900 співробітників.

## Основні проєкти

### Мости
- Віадук Мійо, Франція (2004)

Віадук Мійо

- Міст Міленіум, Велика Британія (1999/2002)

### Адміністративні будівлі
- Рейхстаг, Німеччина (1999), реконструкція
- Лондонський сіті-холл, Велика Британія (2002)
- Верховний суд Сінгапуру, Сінгапур (2005)
- Палац миру та злагоди, Казахстан (2006)

### Культурні споруди

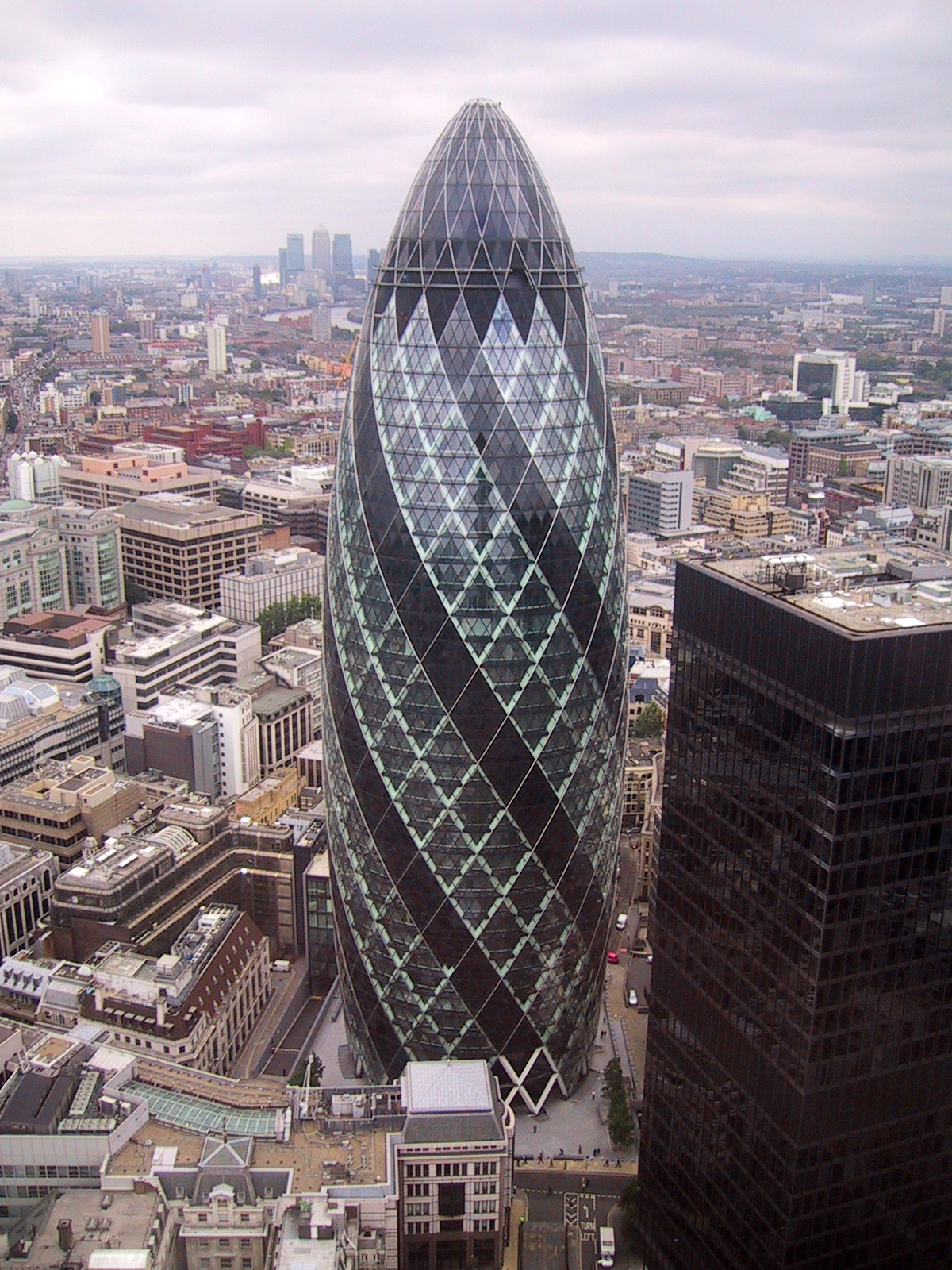
Сент-Мері Екс 30

- Центр візуального мистецтва в Сеінсбері, Велика Британія (1978)
- Аудиторії Клайда, Велика Британія (1997)
- Американський музей повітряних сил, Імперського військового музею в Дуксфорді, Велика Британія (1997)
- Центр американського мистецтва і портрету, Велика Британія (2004/2007)
- Оперний театр Вінспіра, США (2009)
- Мистецький центр Зенит, Франція (2009)

### Спортивні споруди
- Вемблі, Велика Британія (2007), реконструкція
- Моторленд Арагон, Іспанія (2007)

### Офісні споруди
- Вежа HSBC, Велика Британія (1986)
- Башта Коммерцбанку, Німеччина (1997)
- Сент-Мері Екс 30, Велика Британія (2004)
- Deutsche Bank Place, Австралія (2005)
- Башта Герста, США (2006)
- Torre Caja Madrid, Іспанія (2009)
- Штаб-квартира РМК, Росія (2020) [1][2]

### Змішаного використання
- Hermitage Plaza, Франція (2010)
- Боу Хмарочос, Канада (2012)
- Всесвітній торговий центр 2, США (приблизно 2014)

## Нагороди
- 1998 Премія Стерлінга за проєкт Американського музею повітряних сил, Імперського військового музею в Дуксфорді
- 2003 MIPIM AR Future Projects Award за проєкт Сент-Мері Екс 30
- 2004 Премія Стерлінга за проєкт Сент-Мері Екс 30
- 2007 RIBA European Award за проєкт реконструкції Дрезденського вокзалу
- 2007 RIBA International Award за проєкт Башти Герста
- 2007 Aga Khan Award за проєкт Технологічного Університету Petronas
- 2008 LEAF Award за проєкт Третього терміналу Пекінського аеропорту
- 2009 RIBA European Award за проєкт Мистецького центру Зенит
- 2009 RIBA International за проєкт Третього терміналу Пекінського аеропорту